# Guldkroksskolan
Guldkroksskolan är den största skolan i Hjo och tidigare Hjos folkskola och centralskolan i Hjo.
Folkskolan i Hjo flyttade 1910 in i en ny skolbyggnad vid Skolgatan 10 från den tidigare skolbyggnaden från andra hälften av 1800-talet vid korsningen Sjögatan/Skolgatan. Den nya monumentala  skolbyggnaden hade ritades av Lars Kellman med sockel i huggen sten och uppförd i ofärgad kalkputs och glaserat gult flensburgstegel.
En separat tvåvånings skolbyggnad uppfördes 1950 som centralskola efter ritningar av Vilhelm Andersson i Skövde. Skolhuset har fasader av gult skiftningsrikt tegel och flackt sadeltak med enkupigt tegel. 
År 1953 uppfördes ett gymnastikhus i två våningar med fasad i gult skiftningsrikt tegel och enkupigt taktegel, som ritades av arkitekt Bo Boustedt i Kungälv.
Också senare har nya byggnader tillkommit väster om de tidigare.